# Sonny Perdue
George Ervin (Sonny) Perdue III (Perry (Georgia), 20 december 1946) is een Amerikaans politicus van de Republikeinse Partij. Tussen 2003 en 2011 was hij de 81e gouverneur van de staat Georgia en daarmee de eerste Republikeinse gouverneur van die staat sinds Benjamin F. Conley tijdens de Reconstructie in de jaren 1870. Van 2017 tot 2021 was hij minister van Landbouw in het kabinet-Trump I.

## Levensloop
Perdue groeide op in een boerengezin. Hij diende bij de Amerikaanse luchtmacht en bracht het daar tot kapitein. In 1971 behaalde hij een Doctoraat in de Dierengeneeskunde aan de Universiteit van Georgia. Daarna werkte hij een aantal jaren als dierenarts. Later startte hij een paar eigen bedrijfjes.
Perdue stelde zich in 1990 verkiesbaar voor de Senaat van de staat Georgia namens de Democratische Partij. Hij versloeg zijn Republikeinse opponent Ned Sanders. Daarna werd hij nog vijf maal herkozen. Van 1994 tot 1997 was hij de Democratische leider in de staatssenaat en bracht het tot president pro tempore. In 1998 maakte Perdue de overstap naar de Republikeinse Partij en werd als Republikein in 2000 herkozen. In december 2001 stapte hij op als staatssenator.

### Gouverneurschap
In 2001 stelde Perdue zich verkiesbaar voor het gouverneurschap van Georgia. Hij versloeg in november 2002 de zittende Democratische gouverneur Roy Barnes. Het was de eerste keer sinds 130 jaar dat een Republikein werd verkozen als gouverneur van Georgia. Vier jaar later werd hij met gemak herkozen. Hij kon zich in 2010 niet meer herkiesbaar stellen, omdat een gouverneur zich volgens de grondwet van Georgia slechts tweemaal verkiesbaar mag stellen.
Als gouverneur was Perdue voorstander van een kleinere overheid. Zo verkocht hij veel onroerend goed dat voorheen toebehoorde aan de staat, en verkleinde hij het wagenpark van de staat. Ondanks pogingen om het onderwijs in Georgia te verbeteren, slaagde hij daar niet in. In een standaardtest voor alle middelbare scholieren kwam Georgia nog steeds als slechtste uit de bus.
Ook organiseerde Perdue een referendum onder de bevolking over welke vlag de staatsvlag van Georgia moest worden. De keuze was uit de Georgia-vlag uit 1879 of een vlag die zijn voorganger in 2001 had ontworpen. Ondanks een eerdere belofte mochten de Georgianen niet kiezen voor een vlag die in 1956 was ontworpen.
Tijdens zijn gouverneurschap kreeg Perdue in 2009 te maken met de grootste overstromingen ooit die de staat troffen. In 17 county's werd de noodtoestand uitgeroepen.
Op 25 april 2017 werd Perdue beëdigd tot minister van Landbouw onder president Donald Trump.

## Persoonlijk
Samen met zijn vrouw Mary, met wie hij in 1972 trouwde, heeft Perdue vier eigen kinderen en acht adoptiekinderen.
- Gemeinsame Normdatei: 119373391X
- International Standard Name Identifier: 0000 0000 3702 4162
- Library of Congress Control Number: n2003116622
- Virtual International Authority File: 78161943
- WorldCat: E39PBJmDpCT4qcYm3h4rFj3YT3